# Veronika Antošová
Veronika Antošová (* 27. listopadu 2000 Brno) je česká rychlobruslařka.

## Kariéra
Od čtyř let se věnovala synchronizovanému krasobruslení v Brněnském klubu SC Brno. V roce 2014 se rozhodla přestoupit do klubu VSK Technika Brno, kde bruslila za juniorský tým Darlings. V roce 2018 (ve svých sedmnácti letech) ukončila kariéru krasobruslení a začala se naplno věnovat rychlobruslení. V roce 2019 se začala připravovat s českou rychlobruslařskou reprezentací pod vedením trenéra Petra Nováka v Nowis teamu.
V roce 2022 debutovala na mistrovství Evropy v Heerenveenu, kde obsadila na trati 3000 m 13. příčku.
Ve stejném roce se zúčastnila také akademického mistrovství světa v americkém Lake Placid, ze kterého si přivezla bronzovou medaili na trati dlouhé 1500 m a titul akademické mistryně světa z tratě dlouhé 3000 m.
V roce 2023 startovala na Mistrovství Evropy v Hamaru, kde ve čtyřboji obsadila celkové 10. místo. 
Ve stejném roce se zúčastnila zimních světových univerzitních her v americkém Lake Placid, ze kterých přivezla bronzovou medaili z tratě dlouhé 1500m. 
V závodním roce 2022/23 vyhrála celkové hodnocení ve světovém poháru na 1500m v kategorii U23 a celkové druhé místo z tratě dlouhé 1000m.